# Acanthopholis
Acanthopholis (/ˌækənˈθɒf[invalid input: 'ɵ']l[invalid input: 'ɨ']s/; nghĩa "vảy nhỏ") là một chi khủng long trong họ Nodosauridae sống vào thời kỳ Creta sớm tại nơi ngày nay là Anh.